# Wurundjeri

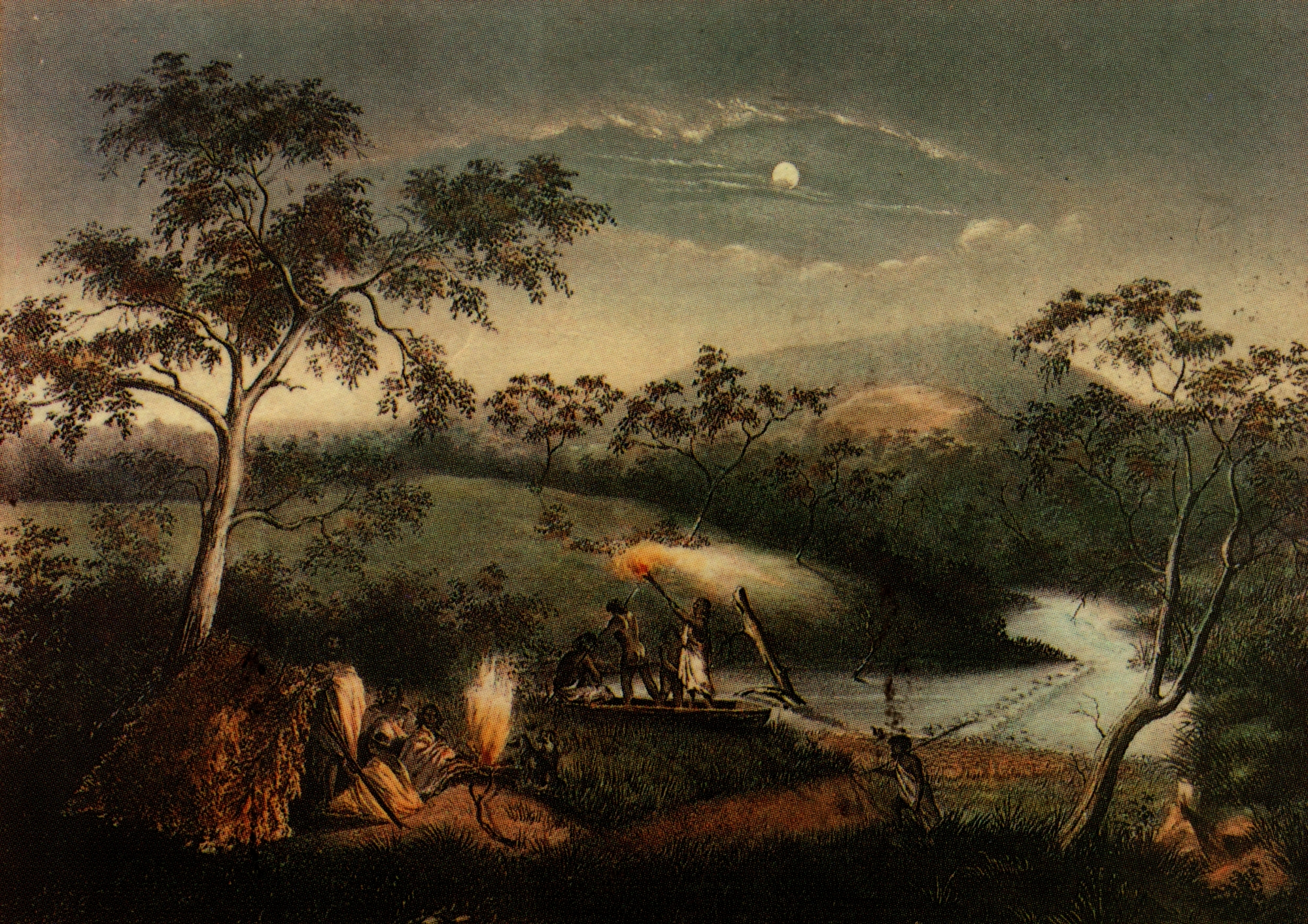
Aborigines am Merri Creek

Die Wurundjeri, auch Woiwurrung genannt, sind in Australien ein Aboriginesstamm der Woiwurrung-Sprachgruppe der Kulin-Allianz, die aus weiteren fünf Stämmen besteht. Die Wurundjeri lebten im Gebiet des Birrarung-Tals, seiner Nebenflüsse und hauptsächlich im Gebiet von Melbourne. Vor der Ankunft der Europäer lebten die Kulin als Jäger und Sammler seit Zehntausenden von Jahren. Je nach Saison bestimmte die Verfügbarkeit von Nahrungsmitteln und Lebensgewohnheiten ihr Leben in unterschiedlichen Camps, wovon die meisten in der Nähe des Birrarung und seiner Nebenflüsse lagen.
Das Gebiet der Wurundjeri erstreckte sich vom Great Dividing Range über den östlich liegenden Mount Baw Baw bis zum Mordialloc Creek im Süden und zum Werribee River im Westen. Ihr Land grenzte an die anderen Aboriginesstämme wie die Gunai/Kurnai, im Osten an das Gippsland, an die Bunurong im Süden an der Mornington Peninsula und an die Dja Dja Wurrung und Taungurong im Norden.

## Name
Wurundjeri stammt von wurun und lehnt sich an den Manna Gum (Eucalyptus viminalis) an, der am Fluss Birrarung verbreitet ist und an den djeri, einer Larve an Bäumen.

## Geschichte

### Vorgeschichte
Die Wurundjeri lebten auf ihrem Land nach Auffassung von Gary Presland seit 40.000 Jahren. Sie ernährten sich durch Fischfang, Jagd und Sammeln und lebten wegen reicher Nahrungsquellen am Port Phillip, auch vor und nach der Überflutung ihres Landes und des umgebenden Graslands in der Zeit vor 7000 bis 10.000 Jahren.

Die Küstenlinie von Tasmanien und Victoria vor 14.000 Jahren (bevor das Meer anstieg)

In Keilor, einer archäologischen Fundstätte, wurde 1971 eine Feuerstelle gefunden, die durch Radiocarbon-Untersuchungen auf ein Alter von 31.000 Jahren datiert werden konnte; damit ist Keilor eine der ältesten bisher entdeckten menschlichen Siedlungen Australiens. Ein dort gefundener vorgeschichtlicher menschlicher Schädel konnte auf ein Alter zwischen 12.000 und 14.700 Jahren datiert werden.
Archäologische Fundstätten in Tasmanien und auf den Inseln in der Bass Strait gehen auf ein Alter von 20.000 bis 35.000 Jahren zurück, als das Meer etwa 130 Meter tiefer als heute lag und die Aborigines aus der Region des südlichen Victorias auf dieser Landbrücke bis nach Tasmanien gelangen konnten.
Während der Eiszeit vor 20.000 Jahren war das heutige Gebiet um Port Phillip Festland, durch das vermutlich der Yarra und der Werribee River flossen. Der Werribee River wendete sich anschließend südlich und südwestlich durch das Becken bei Melbourne, bevor er im Westen in den Ozean einmündete. Tasmanien und das Land der heutigen Inseln der Bass Strait wurden vom Hauptland Australien vor etwa 12.000 Jahren abgetrennt, als das Wasser des Ozeans um etwa 50 Meter anstieg. Das Gebiet am Port Phillip wurde in der nachglazialen Zeit vor zwischen 8000 und 6000 Jahren geformt.
Mündliche Überlieferungen und Geschichten der Traumzeit in der Sprache der Wada wurrung, Woiwurrung und Bun wurrung beschreiben die Flutung der Bucht. Die Hobson Bay war früher ein Jagdgebiet für Kängurus. Traumzeitgeschichten beschreiben, dass die mythischen Traumzeitfigur Bunjil (deutsch: Keilschwanzadler) für die Bildung der Bucht verantwortlich war, oder dass die Bucht durch den Yarra River geflutet wurde, wie es die Yarra Creation Story (deutsch: Yarra-Schöpfungsgeschichte) beschreibt.
Die Wurundjeri brachen Diorit-Gestein im Mount William Stone Hatchet Quarry (deutsch: Mount-William-Steinbeil-Steinbruch), aus dem sie die hochwertigen Steinbeile formten, die ein bedeutendes und begehrtes wirtschaftliches Produkt waren, das in New South Wales und bis nach Adelaide gehandelt wurde. Der Steinbruch bildete den Ausgangspunkt für ein weites Netzwerk der wirtschaftlichen und sozialen Entwicklung und Wechselbeziehungen der unterschiedlichen Aboriginesstämme Victorias. Der Steinbruch war mehr als 1500 Jahre in Verwendung und bedeckte 18 Hektar Land einschließlich der unterirdischen Höhlen des Steinbruchgebiets, die bis in mehrere Meter Tiefe reichten. Im Februar 2008 wurde das Gebiet wegen seiner kulturellen und archäologischen Bedeutung in die Nationale Denkmalschutzliste Australiens aufgenommen.

### Erste Kontakte

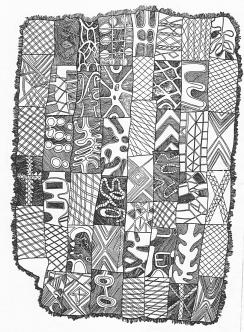
Handgenähter und eingeritzter Possumfell-Mantel der Wurundjeri im Melbourne Museum

Den Wurundjeri waren die Europäer und ihr Verhalten durch ihre engen Beziehungen zu den Bunwurrung bekannt, da diese 1801 an der Küste Kontakt zur Baudin-Expedition mit dem französischen Schiff Le Naturaliste hatten und die Briten 1803 an der Sullivan Bay bei Sorrento siedelten. Der britische Sträfling William Buckley, der geflohen war und seit 30 Jahren mit den Wada wurrung zusammenlebte, bevor John Batman mit seinen Leuten 1835 zu den Wurundjeri kam, berichtete George Langhorne 1836:

“I frequently entertained them (the Wada wurrung), when sitting around the campfires, with accounts of the English People, Houses, Ships – great guns etc. to which accounts they would listen with great attention – and express much astonishment.”

„Häufig unterhielt ich mich mit den Wada wurrung, wenn sie um ihre Lagerfeuer saßen, und berichtete ihnen über das britische Volk, ihre Häuser und Schiffe – großen Kanonen etc., über die sie mit großer Aufmerksamkeit zuhörten und ihr großes Erstaunen zum Ausdruck brachten.“

Die Bunwurrung lebten entlang von Port Philip und an der westlichen Küste und waren auch vorbereitet, ihre Camps gegen die Robbenfänger in der Zeit von 1809 bis 1833 zu verteidigen, die vielfach gewaltsam in ihre Lager eindrangen, Männer ermordeten und ihre Frauen in die Robbenfäller-Camps auf die Inseln in der Strait Street als Sexualpartner verschleppten.
James Fleming, ein Mitglied der Expedition von Charles Grimes, die das sogenannte Cumberland mit dem Maryribynong River und dem Yarra River als auch die Dights Falls im Februar 1803 erkundete, berichtete von Pockennarben der Aborigines, die auf eine Epidemie der Aborigines-Stämme im Gebiet von Port Phillip vor 1803 hinwiesen. Demzufolge müsste ihre Population vor 1803 reduziert worden sein. Der Autor Broome schätzt, dass zwei Pockenepidemien die Population der Kulin-Stämme möglicherweise in den 1790er Jahren und 1830 reduziert haben. Die Wurundjeri geben diese Krankheit in ihrer mündlichen Überlieferung als Mindye weiter. Diese Krankheit erzeugte die Regenbogenschlange, die aus dem Nordwesten weiße Partikel zischend aussandte und sich gegen diejenigen richtete, die böse Taten vollbracht hatten, und diese krank machten, wenn sie sie inhalierten.

### Batman’s Treaty

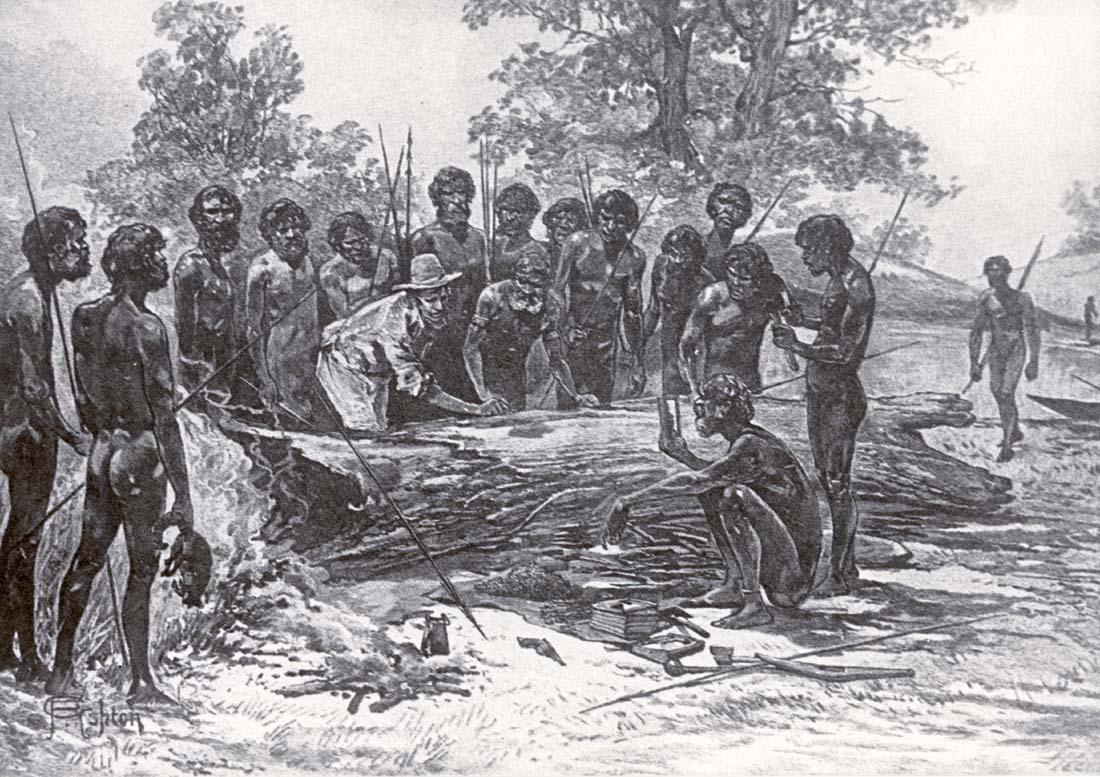
Zeichnung eines Malers aus den 1880er Jahren über die Vertragsunterzeichnung des Batman's Treaty

Am 6. Juni 1835 traf John Batman mit acht Elders der Wurundjeri zusammen, darunter Bebejan und Billibellary, den traditionellen Eigentümern des Landes um den Yarra River. Das Treffen fand am Ufer eines kleinen Flusses, vermutlich am Merri Creek, statt und die Vertragsdokumente wurden von allen Beteiligten unter Austausch von Gegenständen unterzeichnet. Der Kaufpreis wurde mit Beilen, Messern, Scheren, Flanneljacken, roten Hemden und einer gleichen jährlich zu erfolgenden Übergabe dieser Produkte beglichen und signiert. Batman erhielt im Gegenzug 2.000 km² Land am Yarra River und um die Corio Bay. Der Wert der Güter, die Batman übergab, betrug in heutigem Wert berechnet etwa 100 Pfund Sterling. Als weitere Gegenleistung übergaben die Woiwurrung ihrerseits gewebte Körbe, die zur Aufbewahrung von Waffen dienten, und zwei Possumfell-Mäntel. Nach der Vertragsunterzeichnung feierten Aborigines und die Mitglieder der Batman-Gruppe unter Abhaltung einer traditionellen Feier, dem Corroboree.
Dieser Vertrag, der als Batman’s Treaty in die Geschichte einging, war bedeutend, da er das erste und einzige Dokument darstellt, das den Kauf und die Okkupation von Land der Aborigines durch europäische Siedler dokumentiert. Der Batman’s Treaty wurde von der britischen Kolonialregierung unverzüglich für ungültig erklärt. 1835 proklamierte Gouverneur Richard Bourke die Doktrin vom terra nullius, eine Doktrin, auf der die britische Besiedlung basierte und die bedeutete, dass das australische Land niemandslos ist, dass die Aborigines weder Land besitzen noch dass sie es verkaufen oder anderen zuweisen können. Das australische Land konnte entsprechend dieser Doktrin nur durch die britische Krone an individuelle Käufer verkauft werden.
Es gibt die Auffassung, dass die Aborigines keinesfalls einen Vertrag mit den europäischen Siedler abgeschlossen haben, sondern dass John Batman die traditionelle Zeremonie, das Tanderrum, falsch interpretiert hat, denn dieses Ritual sichert lediglich Durchreisenden Schutz und die zeitweise Nutzung ihres Landes, Wassers, Nahrung und ihre Gastfreundschaftlichkeit zu.

### Enteignung und Konflikt

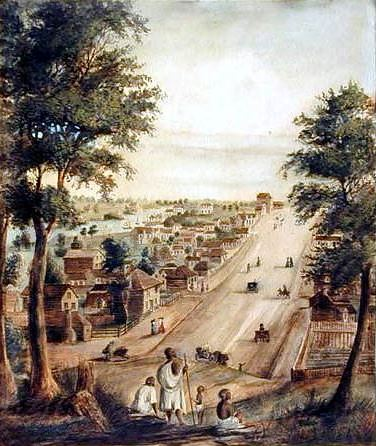
Aquarell von W. Knight: Wurundjeri im Gebiet der heutigen Collins Street in Melbourne (1839)

Derrimut, ein Arweet der Bunurong, informierte die frühen europäischen Siedler im Oktober 1835 von einem bevorstehenden Angriff „up-country people“. Die Kolonisten bewaffneten sich und daraufhin konnte der Angriff abgewehrt werden. Auch Benbow von den Bunurong und Billibellary von den Wurundjeri schützten die Kolonisten, denn dieser Schutz war für sie ein Bestandteil des Tanderrum, ihrer Gastfreundschaft.
Als 1840 in der Schlacht von Yering die Border Police unter der Führung des Commissioner of Lands Captain Henry Gisborne den Führer der Wurundjeri Jaga Jaga gefangennahm, entwickelte sich eine gewaltsame Konfrontation mit 50 Wurundjeri.
1843 forderte Billibellary Siedlungsland für die Wurundjeri und im August 1850 forderten Woiwurrung Land bei Bulleen, das von William Thomas allerdings abgelehnt wurde, da es sich zu nah an den weißen Siedlungen befand. 1852 erhielten die Woiwurrung 782 Hektar entlang des Yarra bei Warrandyte, weil sie reklamierten, dass die Boonwurrung 340 Hektar am Mordialloc Creek erhalten hatten. Diese Gebiete konnten nicht von den Weißen betreten werden und waren keine Dauercamps, aber sie waren als Depots für den Lebensmittelhandel und für Decken errichtet worden, um die Stämme von dem anwachsenden Siedlungsgebiet um Melbourne fernzuhalten. Der Aboriginal Protection Board widerrief in den Jahren 1862 und 1863 das Eigentumsrecht beider Gebiete mit dem Argument, dass sie zu nahe an Melbourne liegen würden.

### Sozialer Zusammenbruch
Die Wurundjeri und Bunwurrung trugen die Hauptlast der Auswirkungen der britischen Besiedlung Melbournes ab 1835 mit einem rapiden Sinken ihre Population. In den folgenden 27 Jahren nach der Gründung Melbournes wurde die Anzahl der 207 Aborigines, die zum Sprachkreis der Woiworung und Bunurong zählten, auf 28 Menschen reduziert. Zahlreiche Aborigines starben durch Krankheit, einschließlich Geschlechtskrankheiten, die durch die Europäer verbreitet wurden. Die Geburtenrate der Wurundjeri und Bunurong sank zwischen 1938 und 1948 auf fünf Geburten jährlich ab, denen im selben Zeitraum 52 Sterbefälle gegenüberstanden. Auch gab es Kindestötungen. William Thomas merkte im Jahre 1844 an: „Infanticide I am persuaded is most awfully on the increase though it cannot be detected — their argument has some reason ‚No good pickaninnys now no country‘.“ (Deutsch: „Ich bin davon überzeugt, dass der schreckliche Anstieg der Kindestötung nicht entdeckt werden kann, wenn ihr Grund ist: «Kein gutes Aborigines-Baby nun kein gutes Land».“)

### Native Police Corps
Auf Weisung von Charles La Trobe und der Regierung wurde ein Native-Police-Corps 1842 in der Absicht aufgebaut, die Aborigines in die zivile Gesellschaft zu integrieren. Das Corps wurde in Narre Warren und später am Merri Creek stationiert und führte Operationen bis zu seiner Auflösung im Januar 1853 durch. Der Führer der Warundjeri Billibellary kooperierte zunächst, weil er vom Erfolg des Corps überzeugt war und es für wichtig hielt, trat allerdings aus, als er herausfand, dass das Corps benutzt wurde, um Aborigines zu fangen und sogar zu töten. Anschließend unternahm er alles, um das Corps zu schwächen. Daraufhin desertierten Teile des Corps und lediglich einzelne Aborigines blieben dort länger als drei bis vier Jahre. Die Mitgliedschaft im Corps bedeutete, dass sie nicht mehr an Zeremonien, Versammlungen und Ritualen ihrer Stämme teilnehmen durften.

### Coranderrk
1863 wurden die überlebenden Mitglieder der Wurundjeri und die Woiwurrung sprechenden Aborigines gewaltsam nach der Coranderrk Missionsstation bei Healesville umgesiedelt. Obwohl sie zahlreiche Petitionen, Briefe und Delegationen an die Kolonial- und Bundesregierung sandten, wurden ihnen keine Garantie auf dieses Land als Ersatz für ihr verlorenes Land ausgestellt. Coranderrk war bis 1924 Missionsstation, wurde anschließend geschlossen und das Personal zog zum Lake Tyers in Gippsland um.

### Wurundjeri heute
Die Nachkommen der Woiwurrung/Wurundjeri stammen von Bebejan über seine Tochter Annie Borate (Boorat) und ihrem Sohn Robert Wandin (Wandoon) ab. Bebejan war ein Ngurungaeta der Wurundjeri und war bei der Unterzeichnung des Batman’s Treaty 1835 anwesend. Joy Murphy Wandin, ein Elder der Wurundjeri, erklärte die Bedeutung des Schutzes der Wurundjeri-Kultur:

“In the recent past, Wurundjeri culture was undermined by people being forbidden to ‘talk culture’ and language. Another loss was the loss of children taken from families. Now, some knowledge of the past must be found and collected from documents. By finding and doing this, Wurundjeri will bring their past to the present and recreate a place of belonging. A ‘keeping place’ should be to keep things for future generations of our people, not a showcase for all, not a resource to earn dollars. I work towards maintaining the Wurundjeri culture for Wurundjeri people into the future.”

„In der jüngeren Vergangenheit wurde die Kultur der Wurundjeri untergraben durch Leute, die verboten über die Kultur und die Sprache zu berichten. Ein weiterer Verlust war die Wegnahme ihrer Kinder durch Maßnahmen der Verlorenen Generation. Heute kann das Wissen über die Vergangenheit durch Dokumente belegt werden. Die Vergangenheit zu entdecken und sie zu pflegen, wird den Wurundjeri die Vergangenheit bringen, um sie zu präsentieren und ihren Platz in der Geschichte zu bestimmen. Ein ‚Halteplatz‘ wird ihnen helfen Dinge für die zukünftigen Generationen der Wurundjeri zu erhalten, kein zur Schau stellen für alle, keine Quellen um Dollar zu verdienen. Ich arbeite weiterhin hauptsächlich dafür, dass die Kultur der Wurundjeri ihnen in der Zukunft erhalten bleibt.“

1985 wurde das Wurundjeri Tribe Land Compensation and Cultural Heritage Council entsprechend den gesetzlichen Vorgaben des Commonwealth und der Regierung von Victoria errichtet, um das wachsende Bewusstsein der Wurundjeri-Kultur und -Geschichte in einer größer werdenden Gemeinschaft zu erhalten.
Die Begrüßung der Wurundjeri Elders bei den häufig stattfindenden Veranstaltungen für Fremde lautet: Wominjeka yearmenn koondee-bik Wurundjeri-Ballak, das bedeutet, Willkommen im Land der Wurundjeri.

## Struktur, Grenzen und Landnutzung
Bei den Wurundjeri gab es sechs Aborigines-Gemeinschaften, die gemeinsames Land besaßen und sich Clans nannten, die durch kulturelle und gemeinsame Interessen, Totems, Handelsinteressen und Heiratsregeln verbunden waren. Verbunden mit dem Land und den Ressourcen beschränkten die Birrarung und andere Clans ihre Ressourcen im Sinne von Nachhaltigkeit. Beispielsweise, wenn ein Fluss oder Bach außerhalb der regulären Fischfangzeiten oder durch starkes Befischen wenig Fische führte, limitierte der Clan das Befischen, bis sich der Bestand erholt hatte. Während dieser Zeit wurde auf andere Nahrungsquellen zurückgegriffen. Das sicherte den Erhalt von Ressourcen. In den meisten Kulingebieten wurden Verstöße dagegen von Durchreisenden mit Speerwürfen bestraft. Heute sind diese Regeln nicht mehr gültig, denn die traditionellen Clangebiete, Sprachgruppen und Grenzen sind nicht mehr existent und die Nachkommen der Wurundjeri leben in der modernen Gesellschaft Australiens.

### Clans
Es ist allgemein akzeptiert, dass vor der kolonialen Besiedlung sechs Clans existierten, die in folgenden Gebieten lebten:
- Wurundjeri-Balluk & Wurundjeri-Willam: Yarra Valley, Yarra River-Einzugsgebiet bis Heidelberg
- Balluk-Billam: Südlich des Yarra Valley extending down to Dandenong, Cranbourne, Koo-wee-rup Swamp
- Gunnung-Willam-Balluk: east of the Great Dividing Ranges and north to Lancefield
- Kurung-Jang-Balluk: Werribee River bis Sunbury
- Marin-Balluk (Boi-berrit): Land westlich des Maribyrnong River and Sunbury
- Kurnaje-Berreing: Land zwischen dem Maribyrnong und Yarra Rivers

### Diplomatie des Tanderrum
Wenn Fremde das Land der Kulin traversierten, wurden sie zu einer Zeremonie eingeladen, dem Tanderrum (freedom of the bush). Nach diesem Ritual war eine sichere und friedvolle Passage und zeitliche Erlaubnis zur Nutzung des Landes und der Ressourcen durch Nicht-Stammesmitglieder möglich. Es war ein diplomatisches Ritual, das eine gastfreundschaftliche Bewirtung und einen Austausch von Geschenken beinhaltete.

## Sprachen
Die Wurundjeri sind ein Teil Woiwurrung-Sprachgruppe und jeder Clan spricht diese Sprache mit einer geringen Abweichung. Einige Basis-Begriffe verdeutlichen dies nachfolgend:
- bulluk, balluk: Sumpf
- Nira: Steinbruch
- willam, wilam, Illam, yilam: Hütte, Camp, Rinde
- gunung, gunnung: Fluss
- ngamudji: Rote Farbe des Sonnenuntergangs, Weißer Mann
- Die Jindyworobak Movement behauptet, dass in Woiwurrung jindi worobak anhängen oder anschließen bedeutet.

## Traumzeit
Die Wurundjeri hatten, wie alle Kulin, eine starke Bindung zu ihrem Land, das nach ihrer Auffassung als Schöpfungsgeschichte entstand und Traumzeit genannt wird. Die Traumzeit reicht weit in die Vergangenheit zurück, als Schöpfungswesen die Erde gestalteten und die ersten Menschen durch das Land reisten. Diese indigenen traditionellen und religiösen Geschichten werden mündlich überliefert und basieren auf zwei Aspekten, auf der Verehrung des Landes und im Glauben an seine Traumzeit.
Die Traumzeit ist für die Aborigines sowohl eine Schöpfungsgeschichte als auch eine Realität im tagtäglichen Leben. Es gibt zahlreiche unterschiedliche Aboriginesgruppierungen, jede mit ihrer eigenen individuellen Kultur, Glaubensstruktur und Sprache. Deren Kulturen überlappen sich in einem größeren oder kleineren Ausmaß und entwickeln sich über die Zeit. Die beiden verwandtschaftlichen Totems der Wurundjeri sind Bunjil, der Keilschwanzadler und Waang, die Krähe.

### Traumzeitgeschichten
- Bunjil & Pallian Creation Story: Bunjil ist der Schöpfungsgeist der Kulin.
- Yarra River Creation Story: Bildung des Birrarung River.[10]
- Mindi: Mindi ist eine Regenbogenschlange, die vom Nordwesten kam und Krankheiten unter denen verbreitete, die böse Taten begangen hatten, aber sie konnte dies nicht ohne die Erlaubnis von Bunjil tun.[39]

## Marn Grook

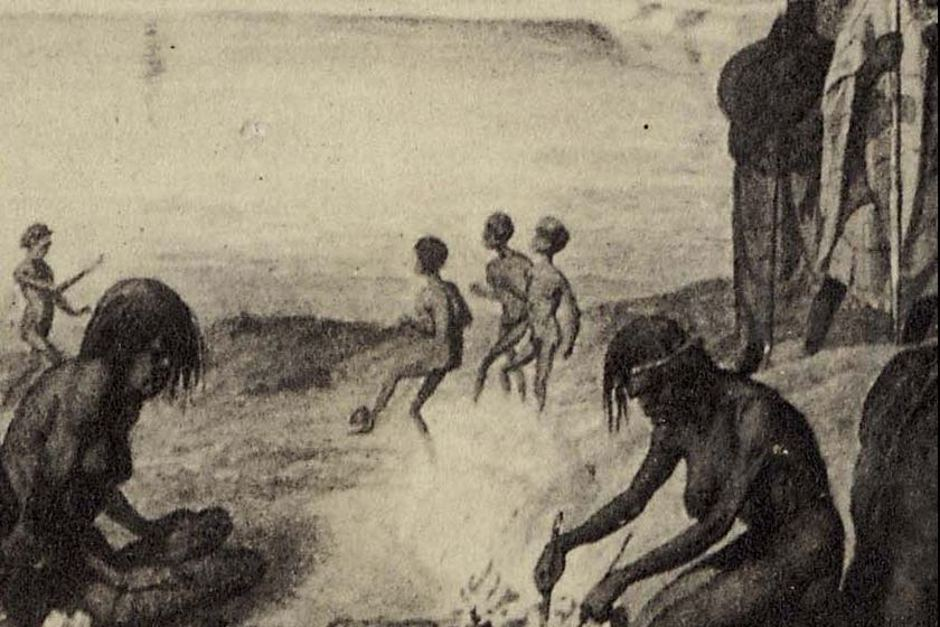
1857: 'Der Name Marn Grook oder marngrook bezeichnet eine frühe Form des Fußballspiels bei Ureinwohnern Australiens (Ausschnitt aus einer Radierung des Tiermalers Gustav Mützel nach einer Zeichnung des deutschen Australienforschers Wilhelm von Blandowski)

William Thomas, ein Protector of Aborigines in Victoria bezeugte, dass die Wurundjeri ein Ballspiel namens Marn Grook in 1841 spielten, so berichtete Robert Brough-Smyth 1878 in The Aborigines of Victoria:

“The men and boys joyfully assemble when this game is to be played. One makes a ball of possum skin, somewhat elastic, but firm and strong. The players of this game do not throw the ball as a white man might do, but drop it and at the same time kicks it with his foot. The tallest men have the best chances in this game. Some of them will leap as high as five feet from the ground to catch the ball. The person who secures the ball kicks it. This continues for hours and the natives never seem to tire of the exercise.”

„Die Männer und die Jungen versammeln sich voller Freude, wenn dieses Spiel gespielt werden soll. Der Ball ist aus Possum-Haut gemacht, etwas elastisch aber fest und stabil. Die Teilnehmer dieses Spiels werfen den Ball nicht, wie es die Weißen tun würden, sondern sie lassen den Ball fallen und treten ihn mit dem Fuß. Die größten Männer haben die besten Chancen in diesem Spiel. Einige von ihnen springen bis zu fünf Fuß hoch um den Ball zu fangen. Die Person, die den Ball fängt, spielt ihn. Dieses Spiel setzt sich über Stunden fort und die Aborigines scheinen dieser Übung niemals müde zu werden.“

Das Spiel war beim Clan der Wurundjeri-William sehr beliebt, wobei zwei Teams auf der Basis der traditionalen Totems Bunjil und Waang spielten. Robert Brough-Smyth sah das gleiche Spiel an der Missionsstation Coranderrk, wo Ngurungaeta William Barak enttäuscht das dortige Spiel als fremdimportiertes Spiel wie Cricket bezeichnete und die spielenden Aborigines aufforderte, das traditionelle Marn Grook zu spielen. Es gibt Diskussionen darüber, ob dieses Spiel den Australian Rules Football beeinflusste oder ob dieses Spiel übernommen wurde.
Nach 1862 wurden die Wurundjeri „oft mit ihren Possummänteln und bewaffnet mit Speeren gesehen, als sie sich nördlich von Collingwood zurückzogen und dort mit ihren Hunden kampierten, Fußball mit ein Ball aus Possumfell spielten und mit anderen Aborigines kämpften“, berichteten die Entdecker McFarlane und Roberts im Herald Sun.

## Bedeutende historische Plätze

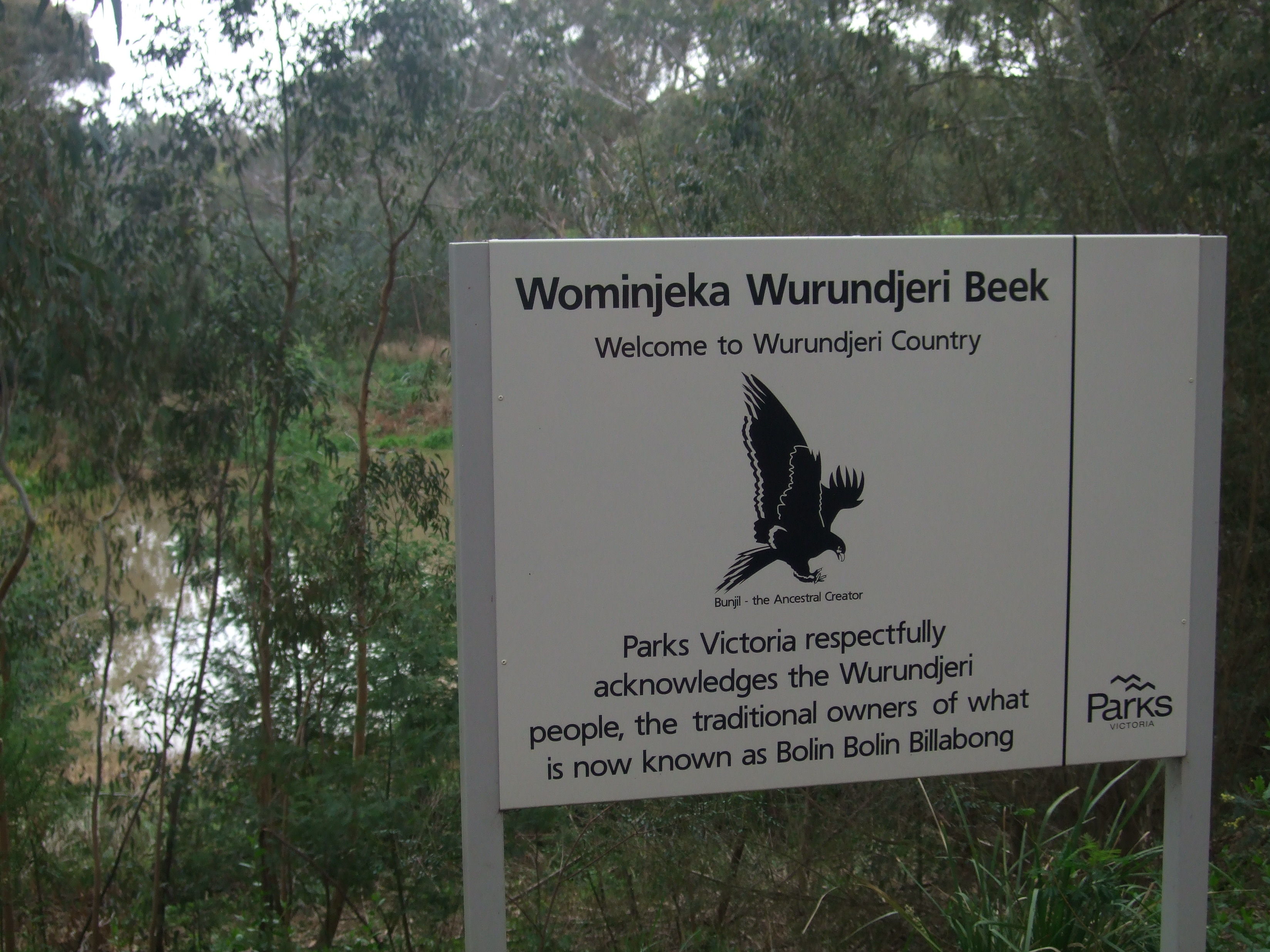
Bolin Bolin Billabong in Bulleen

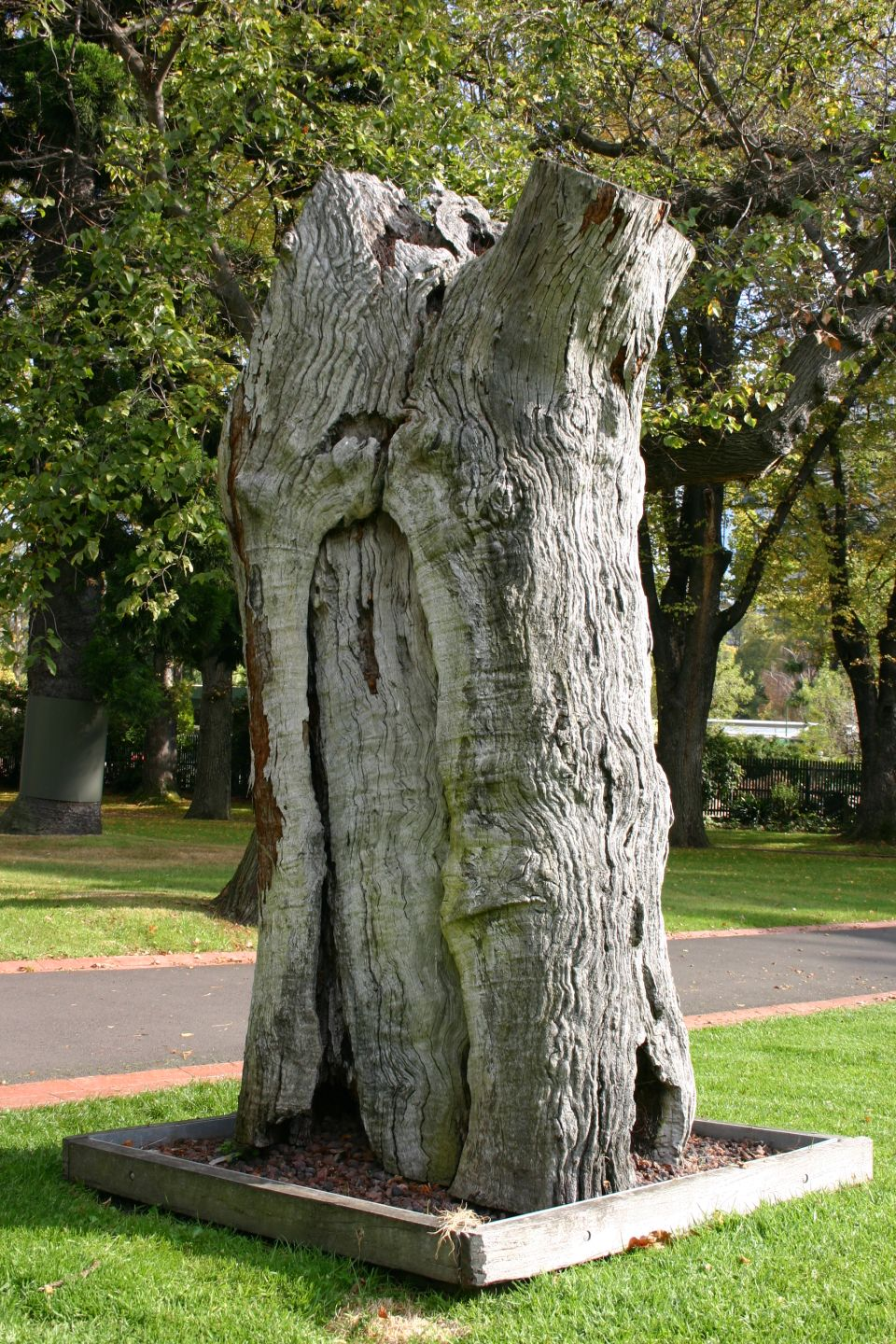
Heiliger Baum im Fitzroy Garden in Melbourne, die Baumnarben stammen aus der Verwendung der Rinde für ein Kanu

Es gibt eine Reihe bedeutender Orte der Wurundjeri, insbesondere diejenigen, die in der Nähe des Yarra, Maribyrnong River und Merri Creek gefunden wurden, wo Corroborees zwischen den Clans und vielleicht mit den benachbarten Aborigines mit Musik und Tanz abgehalten, Austausch von Neuigkeiten und Gegenständen erfolgten.
- Kings Domain Restplace ist ein im Jahr 1985 errichteter Beerdigungsort für 38 Aborigines in der Nähe des Museum Victoria – darunter sind auch Wurundjeri, die dort beerdigt sind.[43]
- Queen Victoria Market ist Friedhof zahlreicher Aborigines und europäischer Siedler.[44]
- Corner Franklin und Bowen Street: Erster Hinrichtungsplatz für Aborigines in Melbourne am 20. Januar 1842. Es waren die Tasmanier Tunnerminnerwait und Maulboyheenner, die eine Guerilla am Western Port aufgebaut hatten.[45][46]
- Jolimont: Schnittpunkt der Kulin-Ländereien um den MCG und Yarra Park. Ferner befinden sich dort heilige Bäume im Fitzroy Garden[47]
- Bundoora Park: Spuren an Bäumen durch Entnahme von Rinden und weitere 15 archäologische Fundstätten.[48]
- Burnley Park: Corroboree Tree[49]
- Fawkner Park: Bedeutendes Aborigineslager[50]
- Bolin Bolin Billabong in Bulleen: Platz geheiligter und sozialer Interaktion zwischen den Clans.[51]
- Gellibrand Hill und Moonee Ponds Creek Valley: Eine 1991 gefundene archäologische Fundstätte mit 31 Plätzen von Aborigineslagern, Schurfen und heiligen Bäumen.[52]
- Yarra River: Dieser kulturelle wichtigste Fluss fließt durch das Gebiet der Wurundjeri und war die Hauptquelle für Nahrungsmittel und Ort ihres Zusammenkommens.[53]
- Warrandyte: Eine Schlucht im Mittellauf des Birrarung, der nach der Traumzeit-Figur Bunjil benannt ist.
- Pound Bend: Warrandyte
- Mt William Aboriginal Stone Axe Quarry bei Lancefield: Ort der Herstellung von Steinbeilen[54][55]
- Dights Falls: Ort für Corroborees und Ort der Missionsschule und Native Police Corps[56]
- Heide Scarred Tree, Templestowe[57]
- Merri Creek ist vermutlich der Ort des Vertragsabschlusses der Wurundjeri-Elder mit John Batman[58]
- Solomons Ford am Maribyrnong River: Ort der Fisch- und Aaltreppen der Wurundjeri.[59]
- Lily Street Lookout, Avondale Heights: Ort zur Herstellung von Steinwerkzeugen und -waffen[60]
- Brimbank Park in Keilor ist der Ort von 25 archäologischen Fundstätten der Kulin.[61]
- Taylors Creek Quarry, Keilor.[62]
- The Sunbury Earthen Rings, Sunbury[63]
- Coranderrk: Aborigines-Missionsstation bei Healesville[64]

## Bekannte Wurundjeri

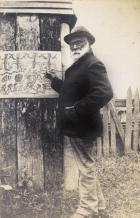
William Barak als Coranderrk

Bekannte Wurundjeri in der Zeit der britischen Kolonisierung waren:
- Billibellary (1799–1846) war ein Ngurungaeta des Clans der Wurundjeri-Willam
- Simon Wonga (1824–1874), Ngurungaeta und Sohn von Billibellary
- William Barak (1824–1903) war der letzte traditionelle Ngurungaeta des Clans der Wurundjeri-Willa
- Tullamareena war während der Gründung von Melbourne anwesend
- Derrimut (1810–1864) war ein Elder der Bunurong, die mit den Woiwurrung verbunden waren

Weitere bekannte Wurundjeri sind:
- Joy Murphy Wandin: Senior Elder
- James Wandin (1933–2006): Ngurungaeta und Australian Rules Footballer
- Murrundindi: Ngurungaeta ab 2006